# Thánh Ti-mô-thê

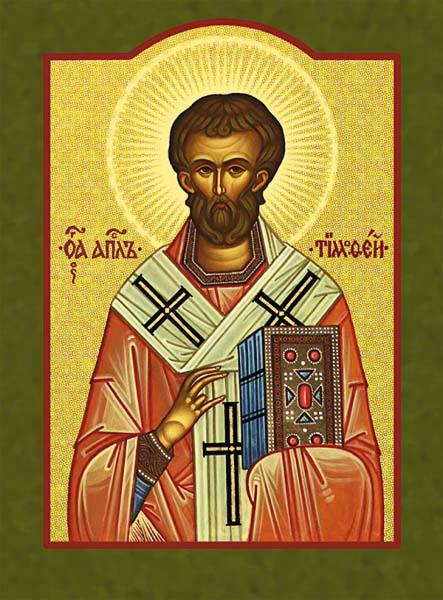
Linh ảnh Thánh Ti-mô-thê

Ti-mô-thê (tiếng Hy Lạp: Τιμόθεος; Timótheos, nghĩa là "tôn vinh Thiên Chúa" hay "được Thiên Chúa tôn vinh") là một nhà truyền giáo trong Cơ Đốc giáo thời kỳ đầu và là giám mục Kitô giáo đầu tiên của Ê-phê-xô, là người mà truyền thống cho là đã qua đời vào khoảng năm 97 Công nguyên.
Ti-mô-thê sống ở thành phố Lystra thuộc Lycaonia ở Tiểu Á, có mẹ là một người Do Thái đã trở thành tín đồ Cơ Đốc, và cha là một người Hy Lạp. Sứ đồ Phao-lô đã gặp ông trong hành trình truyền giáo thứ hai và ông đã trở thành bạn đồng hành và cộng sự trong công tác truyền giáo của Phao-lô cùng với Si-la. Tân Ước cho biết Ti-mô-thê đã đi cùng Phao-lô, cũng là người cố vấn của Ti-mô-thê. Ông là người nhận và được xưng hô trong  Thư thứ nhất và Thư thứ hai gửi ông Ti-mô-thê.

## Cuộc đời
Ti-mô-thê là người gốc Lystra ở Lycaonia (Anatolia). Khi Phao-lô và Ba-na-ba đến thăm Lystra lần đầu tiên, Phao-lô đã chữa lành cho một người bị tàn tật bẩm sinh, khiến nhiều người dân chấp nhận những điều ông dạy. Khi ông trở lại vài năm sau cùng với Si-la, Ti-mô-thê đã là một thành viên được nể trọng trong hội thánh Cơ Đốc, cũng như bà của ông là Lois và mẹ của ông là Eunice (cả hai đều là người Do Thái). Trong 2 Ti-mô-thê 1:5, mẹ và bà của ông được ghi nhận là nổi tiếng vì đạo đức và đức tin của họ. Ti-mô-thê được cho là đã quen với Thánh Kinh từ khi còn nhỏ. Trong 1 Cô-rin-tô 16:10 có một gợi ý rằng bản tính Ti-mô-thê là một người dè dặt và thiếu tự tin: "Khi Ti-mô-thê đến, hãy để nó được tự nhiên giữa vòng các bạn, vì nó đang làm công việc của Chúa".
Cha của Ti-mô-thê là một người ngoại người Hy Lạp. Vì vậy, Ti-mô-thê không chịu phép cắt bì và Phao-lô đã đảm bảo rằng điều này được thực hiện, theo Công vụ 16:1–3, để đảm bảo Ti-mô-thê có thể được chấp nhận đối với những người Do Thái mà họ sẽ giảng đạo cho. Theo John William McGarvey: "Tuy nhiên, chúng ta thấy ông trong trường hợp trước mắt chúng ta, cắt bì cho Ti-mô-thê bằng chính tay ông, và điều này 'vì một số người Do Thái ở trong khu vực đó'". Điều này không làm ảnh hưởng đến quyết định được đưa ra tại Công đồng Giê-ru-sa-lem, rằng các tín đồ dân ngoại không bắt buộc phải chịu phép cắt bì.

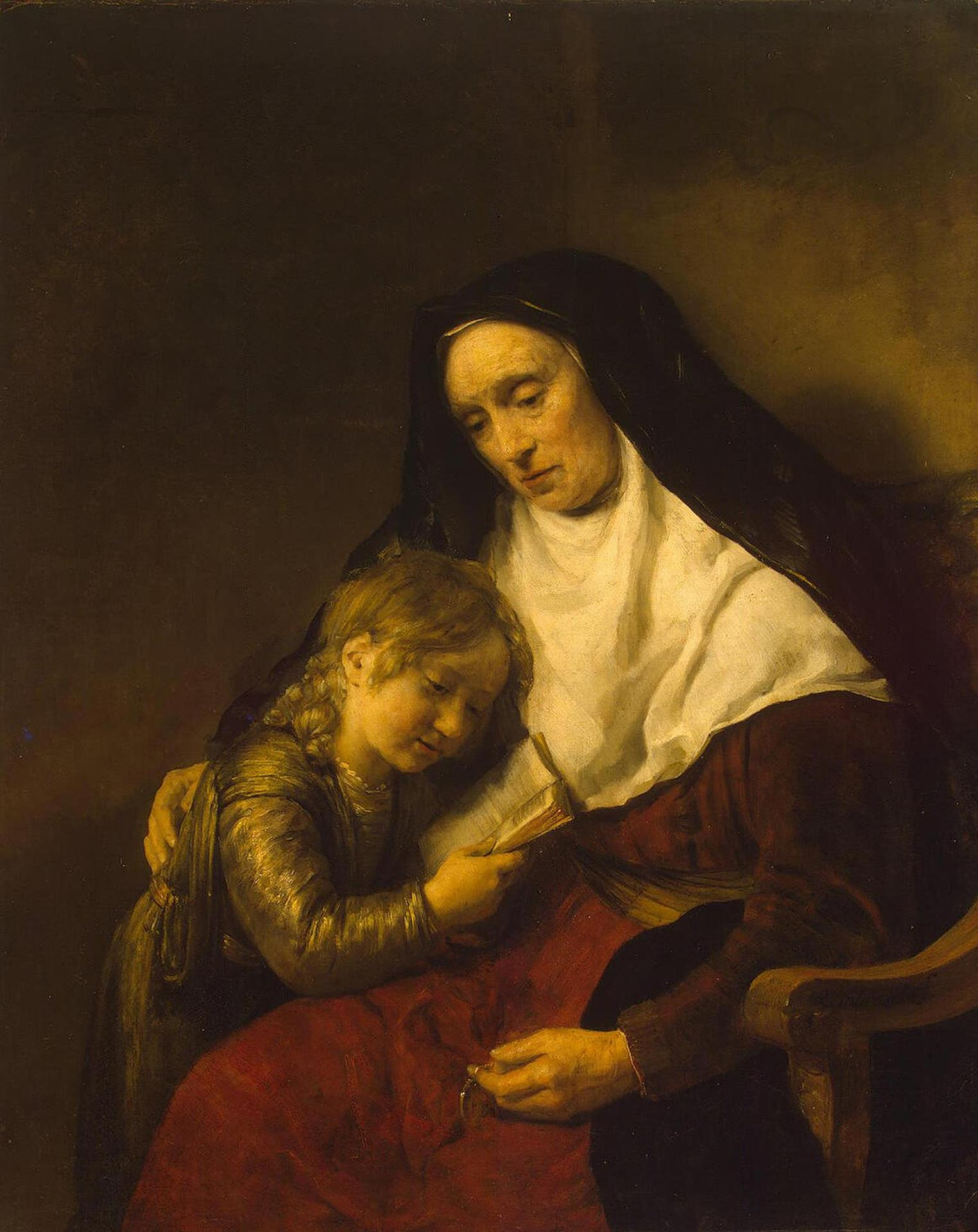
Ti-mô-thê và bà mình, tác phẩm của Rembrandt năm 1648.

Ti-mô-thê trở thành môn đồ của Thánh Phao-lô, và sau này là người bạn đồng hành và người cộng tác thường xuyên của Phao-lô trong việc truyền giáo. Vào năm 52, Phao-lô và Si-la đưa Ti-mô-thê đi cùng trong cuộc hành trình đến Ma-xê-đoan. Augustinô tán dương Ti-mô-thê vì lòng sốt sắng và không ngần ngại lập tức từ bỏ đất nước, nhà cửa và cha mẹ của mình để đi theo vị tông đồ, để chia sẻ sự nghèo khổ và khốn khó của ông. Ti-mô-thê có thể không có thể trạng tốt hoặc "thường xuyên đau ốm", và Phao-lô khuyến khích ông "hãy dùng một chút rượu cho tốt cho dạ dày của con".
Khi Phao-lô tiếp tục đi đến thành Athens, Si-la và Ti-mô-thê ở lại một thời gian tại Beroea và Thê-xa-lô-ni-ca trước khi cùng Phao-lô đến Cô-rin-tô. Tiếp theo, Ti-mô-thê xuất hiện trong sách Công vụ trong thời gian Phao-lô ở lại Ê-phê-xô (năm 54–57), và vào cuối năm 56 hoặc đầu năm 57 Phao-lô gửi ông đến Ma-xê-đoan với mục đích cuối cùng là ông sẽ đến Cô-rin-tô. Ti-mô-thê đến Cô-rin-tô ngay sau lá thư từ Phao-lô, 1 Cô-rin-tô đến với thành phố đó.
Ti-mô-thê đã ở với Phao-lô ở Cô-rin-tô trong mùa đông năm 57–58 khi Phao-lô gửi Thư gửi tín hữu La Mã (Rô-ma 16:21). Theo Công vụ 20:3–6, Ti-mô-thê đã ở với Phao-lô ở Ma-xê-đoan ngay trước Lễ Vượt Qua năm 58; ông rời thành phố này trước Phao-lô, đi trước để chờ Phao-lô ở thành Troas (Công vụ 20:4–5). "Đó là lần cuối cùng Ti-mô-thê được đề cập đến trong Công vụ", Raymond Brown lưu ý. Vào năm 64, Phao-lô để Ti-mô-thê ở Ê-phê-xô để cai quản hội thánh đó.
Mối quan hệ của Ti-mô-thê với Paul rất thân thiết. Tên Ti-mô-thê xuất hiện như là đồng tác giả ở 2 Cô-rin-tô, Phi-líp-phê, Cô-lô-xê, 1 Thê-xa-lô-ni-ca, 2 Thê-xa-lô-ni-ca, và Phi-lê-môn. Phao-lô viết cho tín hữu Phi-líp-phê về Ti-mô-thê rằng: "Tôi không có ai giống như nó" (Phi-líp-phê 2:19–23). Khi Phao-lô ở trong tù và chờ đợi ngày tử đạo, ông đã gọi người bạn trung thành của mình là Ti-mô-thê đến để từ biệt.
Việc Ti-mô-thê bị giam giữ ít nhất một lần trong thời kỳ Tân Ước đang được viết được ngụ ý bởi tác giả thư gửi tín hữu Do Thái khi nhắc đến việc Ti-mô-thê được trả tự do ở cuối thư.
Mặc dù không được ghi trong Thánh Kinh, các nguồn khác có ghi chép về cái chết của ông. Ngụy thư Công vụ của Ti-mô-thê kể rằng vào năm 97 Công nguyên, vị giám mục 80 tuổi này đã cố gắng ngăn một đám rước tôn vinh nữ thần Diana bằng cách rao giảng Phúc Âm. Những người dân ngoại tức giận đã đánh đập ông, kéo ông đi khắp các đường phố và ném đá ông cho đến chết.
Vào thế kỷ thứ 4, thánh tích của Ti-mô-thê được chuyển từ Ê-phê-xô đến Constantinopolis và được đặt trong Nhà thờ các Thánh Tông đồ gần mộ của An-rê và Lu-ca. Sau đó vào thế kỷ thứ 13, các thánh tích dường như đã được đưa đến Ý bởi một bá tước trở về từ các cuộc thập tự chinh, và được chôn cất vào khoảng năm 1239 trong Nhà thờ chính tòa Termoli. Hài cốt đã được tái phát hiện vào năm 1945, trong quá trình trùng tu.